# Bahnstrecke Haguenau–Falck-Hargarten
| Der Bahnhof Saargemünd (Sarreguemines) |                                                                                           |                                            |                                            |
| Streckennummer (SNCF): | 159 000                                                                                   |                                            |                                            |
| Kursbuchstrecke (SNCF): | 157 198                                                                                   |                                            |                                            |
| Kursbuchstrecke: | 17 (SNCF) DR bis 1945: 267e (Falck-Hargarten–Sarreguemines) 284e (Sarreguemines–Haguenau) |                                            |                                            |
| Streckenlänge: | 125,7 km                                                                                  |                                            |                                            |
| Spurweite: | 1435 mm (Normalspur)                                                                      |                                            |                                            |
| Stromsystem: | 25 kV 50 Hz (Béning–Falck-Hargarten) ~                                                    |                                            |                                            |
| Maximale Neigung: | 15 ‰                                                                                      |                                            |                                            |
| Minimaler Radius: | 300 m                                                                                     |                                            |                                            |
| Streckengeschwindigkeit: | 100 km/h                                                                                  |                                            |                                            |
| Zweigleisigkeit: | Falck-Hargarten–Sarreguemines                                                             |                                            |                                            |
| |                                                                                           |                                            |                                            |
| \| \| \| von Vendenheim \| \| \| \| \| von Rastatt \| \| \| \| 0,0 \| Haguenau (Hagenau) \| 146 m \| \| \| \| nach Wissembourg \| \| \| \| 3,8 \| Schweighouse-sur-Moder (Schweighausen) \| 150 m \| \| \| \| nach Steinbourg \| \| \| \| \| von Seltz \| \| \| \| 10,8 \| Mertzwiller (Merzweiler) \| 165 m \| \| \| 12,4 \| Mietesheim \| 165 m \| \| \| 13,9 \| Nördliche Zinsel \| Nördliche Zinsel \| \| \| 15,2 \| Gundershoffen (Gundershofen) \| 172 m \| \| \| 16,8 \| Reichshoffen-Usines \| 175 m \| \| \| 18,3 \| Reichshoffen-Ville (Reichshofen-Stadt) \| 188 m \| \| \| 21,4 \| Niederbronn-les-Bains (Bad Niederbronn) \| 200 m \| \| \| 26,3 \| Grenze Lothringen–Elsass \| Grenze Lothringen–Elsass \| \| \| 28,4 \| Philippsbourg (Philippsburg) \| 255 m \| \| \| 34,2 \| Bannstein \| 241 m \| \| \| 36,0 \| Éguelshardt (Egelshardt) \| 270 m \| \| \| 41,1 \| Bitche-Camp (Bitsch-Lager) \| Bitche-Camp (Bitsch-Lager) \| \| \| \| Anschluss Bitsch-Lager \| \| \| \| 44,9 \| Bitche (Bitsch) \| 290 m \| \| \| 45,1 \| N 62 \| N 62 \| \| \| 53,1 \| Lemberg \| 390 m \| \| \| 57,6 \| Enchenberg \| 370 m \| \| \| 61,9 \| Petit-Réderching (Kleinredingen) \| 345 m \| \| \| 64,8 \| Rohrbach-lès-Bitche (Rohrbach b. Bitsch) \| 360 m \| \| \| 72,4 \| Wœlfling-lès-Sarreguemines (Wölflingen) \| 342 m \| \| \| \| N 62 \| \| \| \| 78,9 \| von Homburg (Saar) \| 232 m \| \| \| 81,6 \| Sarreguemines-Est (Saargemünd Ost) \| 220 m \| \| \| 82,4 \| verschiedene Gleisanschlüsse \| verschiedene Gleisanschlüsse \| \| \| 83,4 \| Viaduc de Steinbach (Saar) (118 m) \| 215 m \| \| \| 83,5 \| D 919, ehem. N 61 \| D 919, ehem. N 61 \| \| \| \| von Mommenheim \| \| \| \| \| von/nach Berthelming \| \| \| \| 84,0 \| Sarreguemines (Saargemünd) \| 220 m \| \| \| \| nach Saarbrücken \| \| \| \| 84,5 \| Tunnel de Sarreguemines (254 m) \| Tunnel de Sarreguemines (254 m) \| \| \| 85,7 \| Welferding (Wölferdingen) \| 215 m \| \| \| 87,1 \| N 61 \| N 61 \| \| \| 89,1 \| Ippling (Iplingen) \| 216 m \| \| \| 91,1 \| Hundling (Hundlingen) \| 225 m \| \| \| 93,4 \| Diebling (Dieblingen) \| 243 m \| \| \| \| von Puttelange-aux-Lacs (Püttlingen) \| \| \| \| 96,8 \| Farschviller (Farschweiler) \| 261 m \| \| \| 101,6 \| Farébersviller (Pfarrebersweiler) \| 257 m \| \| \| 105,3 \| von Saarbrücken \| von Saarbrücken \| \| \| 106,5 \| Béning (Beningen) \| 213 m \| \| \| \| nach Metz \| \| \| \| \| A 320 \| \| \| \| \| N 3 \| \| \| \| \| \| \| \| \| 108,2 \| Freyming-Merlebach (Merlenbach-Freimengen) \| Freyming-Merlebach (Merlenbach-Freimengen) \| \| \| \| \| \| \| \| \| Rossel \| \| \| \| 111,1 \| Sainte-Fontaine (Heiligenbronn) \| 216 m \| \| \| 113,1 \| L’Hôpital (Spittel) \| 234 m \| \| \| \| \| \| \| \| 114,6 \| ZA de Bantzenheim (Spittel Nordschacht) \| ZA de Bantzenheim (Spittel Nordschacht) \| \| \| \| \| \| \| \| 117,0 \| Carling (Karlingen) \| 244 m \| \| \| 120,7 \| Bist (41 m) \| Bist (41 m) \| \| \| 121,3 \| Creutzwald (Kreuzwald) \| Creutzwald (Kreuzwald) \| \| \| \| von Völklingen \| \| \| \| 125,7 \| Falck-Hargarten \| Falck-Hargarten \| \| \| \| nach Thionville \| \| |                                                                                           |                                            |                                            |
| Strecke |                                                                                           | von Vendenheim                             | von Vendenheim                             |
| Abzweig geradeaus und von rechts |                                                                                           | von Rastatt                                | von Rastatt                                |
| Bahnhof | 0,0                                                                                       | Haguenau (Hagenau)                         | 146 m                                      |
| Abzweig geradeaus und nach rechts |                                                                                           | nach Wissembourg                           | nach Wissembourg                           |
| Bahnhof | 3,8                                                                                       | Schweighouse-sur-Moder (Schweighausen)     | 150 m                                      |
| Abzweig geradeaus und ehemals nach links |                                                                                           | nach Steinbourg                            | nach Steinbourg                            |
| Abzweig geradeaus und ehemals von rechts |                                                                                           | von Seltz                                  | von Seltz                                  |
| Bahnhof | 10,8                                                                                      | Mertzwiller (Merzweiler)                   | 165 m                                      |
| ehemaliger Haltepunkt / Haltestelle | 12,4                                                                                      | Mietesheim                                 | 165 m                                      |
| Brücke über Wasserlauf | 13,9                                                                                      | Nördliche Zinsel                           | Nördliche Zinsel                           |
| Haltepunkt / Haltestelle | 15,2                                                                                      | Gundershoffen (Gundershofen)               | 172 m                                      |
| ehemaliger Haltepunkt / Haltestelle | 16,8                                                                                      | Reichshoffen-Usines                        | 175 m                                      |
| Bahnhof | 18,3                                                                                      | Reichshoffen-Ville (Reichshofen-Stadt)     | 188 m                                      |
| Kopfbahnhof Strecke ab hier außer Betrieb | 21,4                                                                                      | Niederbronn-les-Bains (Bad Niederbronn)    | 200 m                                      |
| Grenze (Strecke außer Betrieb) | 26,3                                                                                      | Grenze Lothringen–Elsass                   | Grenze Lothringen–Elsass                   |
| Haltepunkt / Haltestelle (Strecke außer Betrieb) | 28,4                                                                                      | Philippsbourg (Philippsburg)               | 255 m                                      |
| Haltepunkt / Haltestelle (Strecke außer Betrieb) | 34,2                                                                                      | Bannstein                                  | 241 m                                      |
| Haltepunkt / Haltestelle (Strecke außer Betrieb) | 36,0                                                                                      | Éguelshardt (Egelshardt)                   | 270 m                                      |
| Haltepunkt / Haltestelle (Strecke außer Betrieb) | 41,1                                                                                      | Bitche-Camp (Bitsch-Lager)                 | Bitche-Camp (Bitsch-Lager)                 |
| Abzweig geradeaus und von rechts (Strecke außer Betrieb) |                                                                                           | Anschluss Bitsch-Lager                     | Anschluss Bitsch-Lager                     |
| Bahnhof (Strecke außer Betrieb) | 44,9                                                                                      | Bitche (Bitsch)                            | 290 m                                      |
| Bahnübergang (Strecke außer Betrieb) | 45,1                                                                                      | N 62                                       | N 62                                       |
| Haltepunkt / Haltestelle (Strecke außer Betrieb) | 53,1                                                                                      | Lemberg                                    | 390 m                                      |
| Haltepunkt / Haltestelle (Strecke außer Betrieb) | 57,6                                                                                      | Enchenberg                                 | 370 m                                      |
| Bahnhof (Strecke außer Betrieb) | 61,9                                                                                      | Petit-Réderching (Kleinredingen)           | 345 m                                      |
| Haltepunkt / Haltestelle (Strecke außer Betrieb) | 64,8                                                                                      | Rohrbach-lès-Bitche (Rohrbach b. Bitsch)   | 360 m                                      |
| Haltepunkt / Haltestelle (Strecke außer Betrieb) | 72,4                                                                                      | Wœlfling-lès-Sarreguemines (Wölflingen)    | 342 m                                      |
| Strecke mit Straßenbrücke (Strecke außer Betrieb) |                                                                                           | N 62                                       | N 62                                       |
| Abzweig geradeaus und von rechts (Strecke außer Betrieb) | 78,9                                                                                      | von Homburg (Saar)                         | 232 m                                      |
| Haltepunkt / Haltestelle (Strecke außer Betrieb) | 81,6                                                                                      | Sarreguemines-Est (Saargemünd Ost)         | 220 m                                      |
| Blockstelle (Strecke außer Betrieb) | 82,4                                                                                      | verschiedene Gleisanschlüsse               | verschiedene Gleisanschlüsse               |
| Brücke über Wasserlauf (Strecke außer Betrieb) | 83,4                                                                                      | Viaduc de Steinbach (Saar) (118 m)         | 215 m                                      |
| Brücke (Strecke außer Betrieb) | 83,5                                                                                      | D 919, ehem. N 61                          | D 919, ehem. N 61                          |
| Abzweig ehemals geradeaus und von links |                                                                                           | von Mommenheim                             | von Mommenheim                             |
| Abzweig geradeaus, ehemals nach links und ehemals von links |                                                                                           | von/nach Berthelming                       | von/nach Berthelming                       |
| Bahnhof | 84,0                                                                                      | Sarreguemines (Saargemünd)                 | 220 m                                      |
| Abzweig geradeaus und nach rechts |                                                                                           | nach Saarbrücken                           | nach Saarbrücken                           |
| Tunnel | 84,5                                                                                      | Tunnel de Sarreguemines (254 m)            | Tunnel de Sarreguemines (254 m)            |
| ehemaliger Haltepunkt / Haltestelle | 85,7                                                                                      | Welferding (Wölferdingen)                  | 215 m                                      |
| Strecke mit Straßenbrücke | 87,1                                                                                      | N 61                                       | N 61                                       |
| ehemaliger Haltepunkt / Haltestelle | 89,1                                                                                      | Ippling (Iplingen)                         | 216 m                                      |
| Haltepunkt / Haltestelle | 91,1                                                                                      | Hundling (Hundlingen)                      | 225 m                                      |
| ehemaliger Haltepunkt / Haltestelle | 93,4                                                                                      | Diebling (Dieblingen)                      | 243 m                                      |
| Abzweig geradeaus und ehemals von links |                                                                                           | von Puttelange-aux-Lacs (Püttlingen)       | von Puttelange-aux-Lacs (Püttlingen)       |
| Haltepunkt / Haltestelle | 96,8                                                                                      | Farschviller (Farschweiler)                | 261 m                                      |
| Haltepunkt / Haltestelle | 101,6                                                                                     | Farébersviller (Pfarrebersweiler)          | 257 m                                      |
| Abzweig geradeaus und von rechts | 105,3                                                                                     | von Saarbrücken                            | von Saarbrücken                            |
| Bahnhof | 106,5                                                                                     | Béning (Beningen)                          | 213 m                                      |
| Abzweig geradeaus und nach links |                                                                                           | nach Metz                                  | nach Metz                                  |
| Strecke mit Straßenbrücke |                                                                                           | A 320                                      | A 320                                      |
| Strecke mit Straßenbrücke |                                                                                           | N 3                                        | N 3                                        |
| |                                                                                           |                                            |                                            |
| ehemaliger Haltepunkt / Haltestelle | 108,2                                                                                     | Freyming-Merlebach (Merlenbach-Freimengen) | Freyming-Merlebach (Merlenbach-Freimengen) |
| |                                                                                           |                                            |                                            |
| Brücke über Wasserlauf |                                                                                           | Rossel                                     | Rossel                                     |
| ehemaliger Haltepunkt / Haltestelle | 111,1                                                                                     | Sainte-Fontaine (Heiligenbronn)            | 216 m                                      |
| ehemaliger Haltepunkt / Haltestelle | 113,1                                                                                     | L’Hôpital (Spittel)                        | 234 m                                      |
| |                                                                                           |                                            |                                            |
| ehemaliger Dienststation / Betriebs- oder Güterbahnhof | 114,6                                                                                     | ZA de Bantzenheim (Spittel Nordschacht)    | ZA de Bantzenheim (Spittel Nordschacht)    |
| |                                                                                           |                                            |                                            |
| ehemaliger Bahnhof | 117,0                                                                                     | Carling (Karlingen)                        | 244 m                                      |
| Brücke über Wasserlauf | 120,7                                                                                     | Bist (41 m)                                | Bist (41 m)                                |
| ehemaliger Haltepunkt / Haltestelle | 121,3                                                                                     | Creutzwald (Kreuzwald)                     | Creutzwald (Kreuzwald)                     |
| Abzweig geradeaus und von rechts |                                                                                           | von Völklingen                             | von Völklingen                             |
| ehemaliger Bahnhof | 125,7                                                                                     | Falck-Hargarten                            | Falck-Hargarten                            |
| Strecke |                                                                                           | nach Thionville                            | nach Thionville                            |

Die Bahnstrecke Haguenau–Falck-Hargarten ist eine normalspurige zweigleisige Eisenbahnstrecke in Lothringen und dem Elsass, die bis zum Zweiten Weltkrieg auch strategische Aufgaben hatte. Sie verläuft entlang der deutsch-französischen Grenze teilweise quer durch das Pays de Bitche (deutsch: Bitscher Land). Der Abschnitt Saargemünd–Niederbronn-les-Bains ist stillgelegt und wurde im Abschnitt Bitsch-Lager–Niederbronn demontiert. Die Strecke ist zwischen Béning und Falck-Hargarten elektrifiziert.

## Geschichte

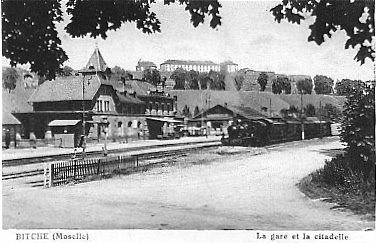
Bahnhof von Bitsch zwischen den Weltkriegen (im Hintergrund die Festung, im Bild vorn die ehemalige Nationalstraße N 62)

Der Abschnitt zwischen Haguenau und Niederbronn wurde am 19. Dezember 1864 eröffnet, am 16. Dezember 1865 von Saargemünd (Sarreguemines) nach Beningen (Béning) und am 1. Mai 1866 von Beningen bis Karlingen (Carling) verlängert. Die Verlängerung von Niederbronn über Bitsch (Bitche) bis Saargemünd ging am 8. Dezember 1869 in Betrieb, am 1. Mai 1882 wurde der Abschnitt von Karlingen über Falck-Hargarten nach Diedenhofen (Thionville) eröffnet. Die Strecke war bereits vor dem Bau der Bahnstrecke Saarbrücken–Sarreguemines in Betrieb, wurde aber südlich von Bliesbrücken am 24. Juli 1870 mit Ausbruch des Deutsch-Französischen Krieges von einer Abteilung der 7. Ulanen unter Leutnant Karl von Voigt wieder zerstört. Auch östlich von Bitsch wurde im Kriegsverlauf die Strecke unbrauchbar gemacht.
Bis zum Kriegsende wurde die Strecke zwischen Beningen (Béning) und Diedenhofen (Thionville) durchgehend mit Zügen befahren. Die Strecke wurde von Anfang an vor allem für militärische Zwecke konzipiert, in Friedenszeiten war die Bedeutung für den Frachtverkehr gegenüber dem Personenverkehr 3:1. Insbesondere im Tal des Schwarzbachs im Elsass konnten mit der Bahn viele Industriebetriebe bedient werden.

## Streckenverlauf
Die Bahnstrecke folgt zwischen Haguenau und Saargemünd in weiten Abschnitten der N 62 respektive der D 1062, wie sie aus verwaltungstechnischen Gründen im Elsass heißt. Sie verläuft in Südsüdost–Nordnordwest-Richtung entlang der deutsch-französischen Grenze und verbindet wichtige Bahnen miteinander:
- in Haguenau wird die Bahnstrecke Vendenheim–Wissembourg gekreuzt
- in Saargemünd hat sie Anschluss an die Bahnstrecken Saarbrücken-Saargemünd und Saargemünd–Straßburg
- in Beningen (Béning) kreuzt sie die Forbacher Bahn (Paris–Metz–Saarbrücken)
- in Falck-Hargarten geht sie in die Bisttalbahn über

### Bahnhöfe
Saargemünd war und ist zentraler Umsteigebahnhof für die Linien nach Saarbrücken (Saarbahn) sowie die Bahnstrecke Mommenheim–Sarreguemines, nach Saarburg über Saarunion (TER-Linie 18) und nach Straßburg (TER-Linie 20).
Der erste Bahnhof von Haguenau wurde bereits 1855 an der Bahnstrecke Vendenheim–Wissembourg erbaut, 1892 aber durch einen anderen Bau ersetzt und 1944 durch Kampfhandlungen zerstört. Das heutige Gebäude datiert von 1950.

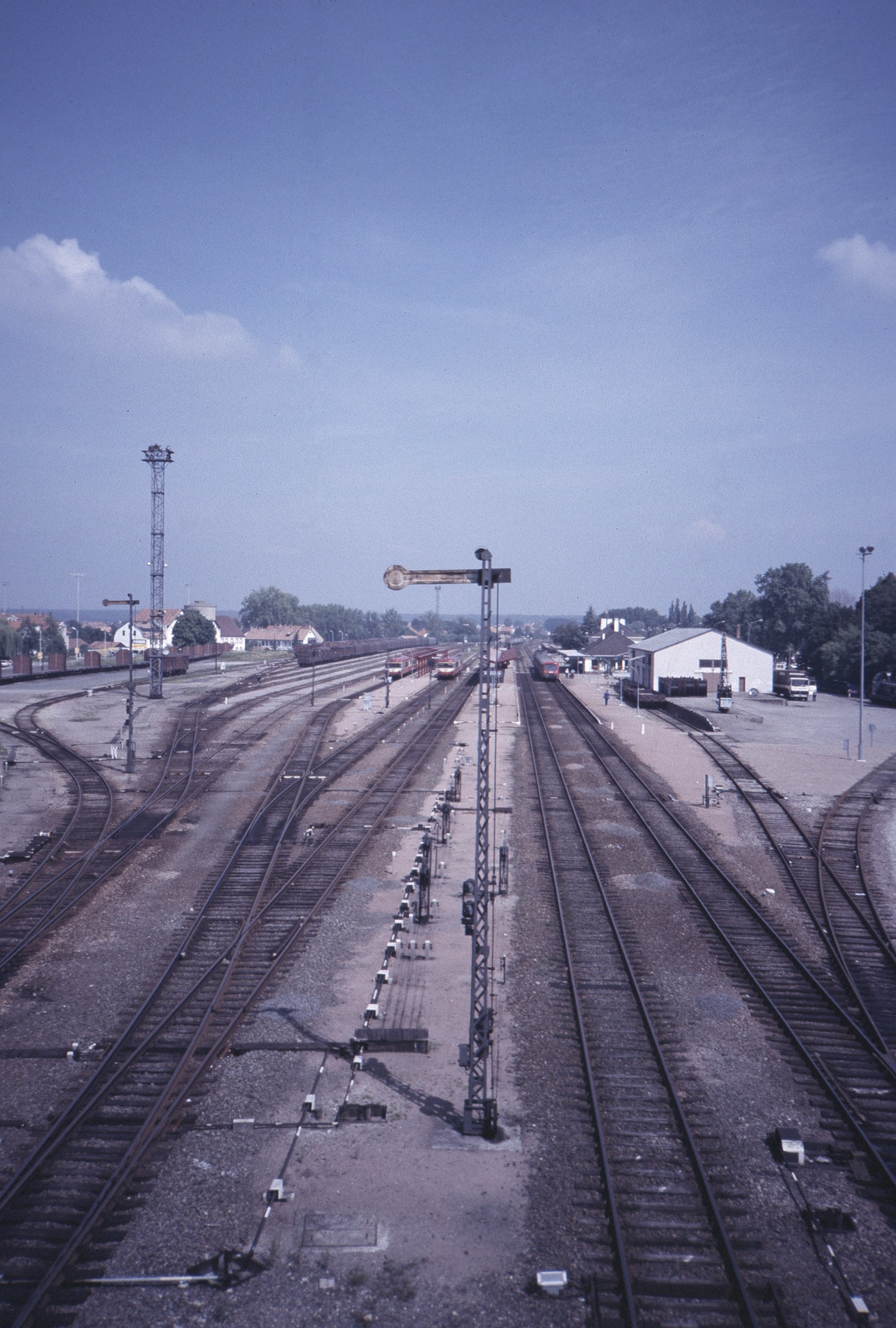
Bahnhof Hagenau, 1987
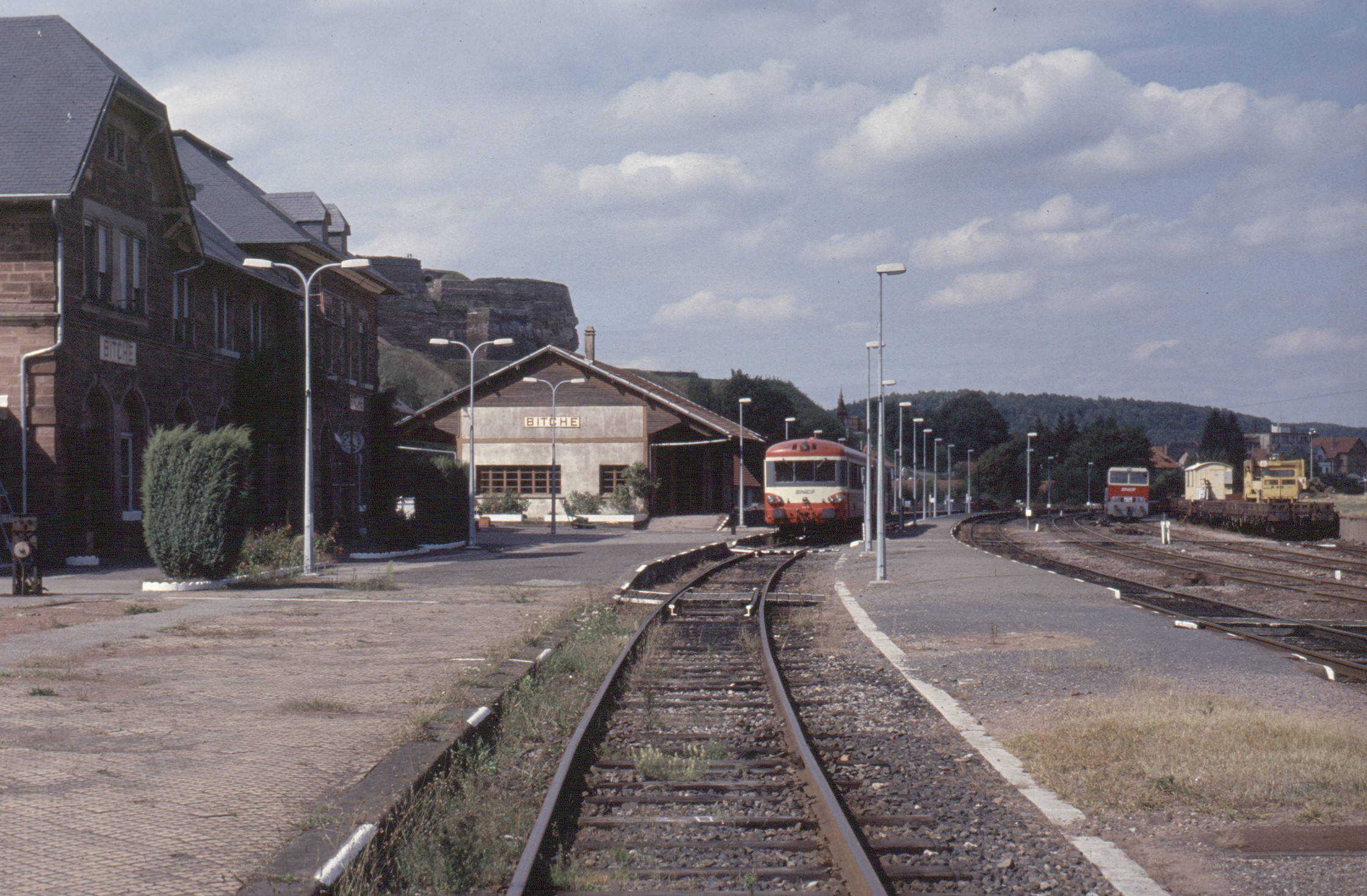
Bahnhof Bitsch, 1993
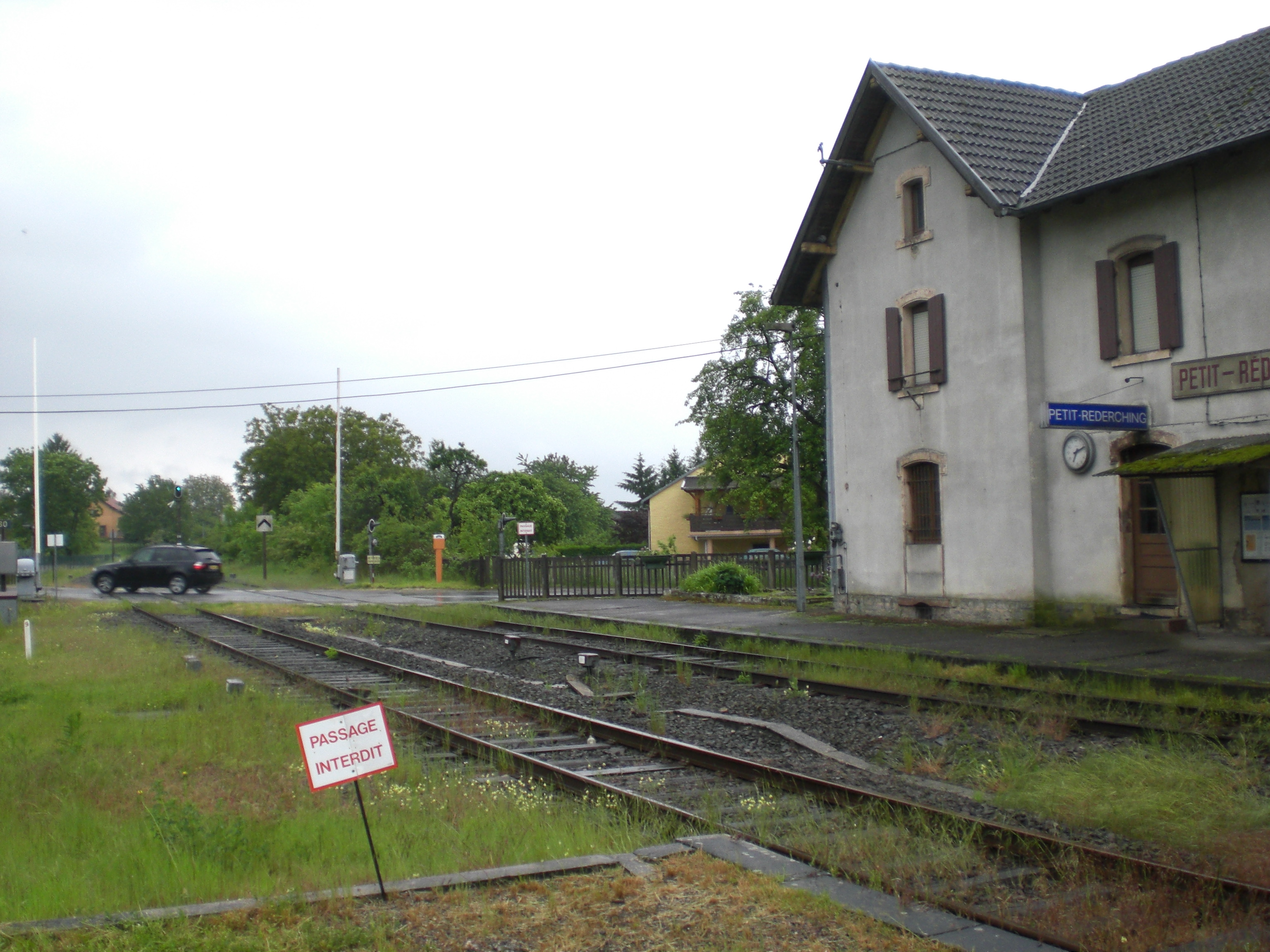
Bahnhof Kleinrederchingen, derzeit ohne Personenverkehr

### Infrastruktur
Die Strecke ist mit verschiedenen Streckenblocksystemen ausgestattet. Der Bloc Automatique kommt von Falck-Hargarten nach Saargemünd zum Einsatz. Der Bloc Manuel wurde im stillgelegten Abschnitt 
zwischen Saargemünd und Bitsch eingesetzt, ab Niederbronn-les-Bains ist die Strecke mit dem Block automatique lumineux (BAL) bis Haguenau ausgestattet. Im Sommer 1956 ging die Oberleitung zwischen Béning und Falck-Hargarten in Betrieb. Die Maximale Neigung beträgt von Hagenau nach Saargemünd 15 ‰, sonst bis zu 10 ‰. Außerdem weisen viele Kurven Radien von minimal 300 m auf. Der Abschnitt Haguenau–Schweighouse-sur-Moder war früher zweigleisig.

## Verkehr
Zwischen Niederbronn und Haguenau verkehren als Linie A05 unter der Trägerschaft des TER Grand Est, davor unter Trägerschaft des TER Alsace, bis zu zehn Zugpaare täglich, überwiegend sind sie bis Straßburg durchgebunden. Mit Busunterstützung wird eine regelmäßige Bedienung sichergestellt, wovon die meisten bis Bitsch weiterfahren.
Nur auf der Strecke zwischen Bitsch und Niederbronn ruht seit 1996 der Schienenverkehr komplett. Auf dem Abschnitt wurde die Grenze der beiden ehemaligen Regionen Lothringen und Elsass überquert. Was nach der Demontage mit der Bahnstrecke geschehen soll, ist noch nicht geplant.
Bis Dezember 2011 verkehrten die Züge durchgehend zwischen Bitsch und Béning. Wegen zu geringer Rentabilität und Oberbauschäden wird der Abschnitt Bitsch–Saargemünd seitdem durch Schienenersatzverkehrsbusse bedient. Auf einem Teilabschnitt findet touristischer Verkehr mit Fahrraddraisinen statt. Die Regionalzüge zwischen Saargemünd und Béning werden nach Metz-Ville durchgebunden und als Linie L16 des TER Grand Est geführt (ehemals Linie 17 beim TER Lorraine). Montag bis Freitag verkehren zwischen Béning und Metz sechs bzw. sieben Züge, Samstag zwei Zugpaare und Sonntag eines, die restlichen Fahrten werden durch Busse erbracht.
Auf dem Streckenabschnitt Béning–Falck-Hargarten wird heute kein Personenverkehr mehr durchgeführt.

## Fahrzeugeinsatz
Für die Züge des TER Lorraine werden die Baureihen X 73500 und X 76500 eingesetzt, beides sind Dieseltriebzüge. Beim TER Alsace kommt ebenfalls die Baureihe X 76500 zum Einsatz sowie Régiolis-Triebzüge der Baureihe B 83500.